# Hannes Árnason
Hannes Árnason, född 11 oktober 1809, död 1 december 1879 i Reykjavik, var en isländsk präst och legatstiftare. 
Efter att ha blivit teologie kandidat 1847 blev han 1848 präst i Staðastaður (i Snæfellsnessýsla) på Västlandet, men anställdes redan på hösten som docent i filosofi vid prästskolan i Reykjavik, en befattning vilken han innehade till sin död. Trots att han hade stort intresse för filosofi, utgav han inte något arbete, men hela sin förmögenhet (30 300 kronor) skänkte han till inrättandet av ett legat till understöd för filologie kandidater till att studera filosofi vid Köpenhamns universitet och vid större tyska universitet, för att därefter återvända till Reykjavik och där hålla offentliga föredrag över filosofiska ämnen.